# Рекуль-Превінк'єр
Реку́ль-Превінк'є́р (фр. Recoules-Prévinquières) — колишній муніципалітет у Франції, у регіоні Окситанія, департамент Аверон. Населення — 477 осіб (2011).
Муніципалітет був розташований на відстані близько 510 км на південь від Парижа, 150 км на північний схід від Тулузи, 32 км на схід від Родеза.

## Історія
До 2015 року муніципалітет перебував у складі регіону Південь-Піренеї. Від 1 січня 2016 року належав до нового об'єднаного регіону Окситанія.
1 січня 2016 року Рекуль-Превінк'єр, Бюзен, Лапануз, Лаверн i Северак-ле-Шато було об'єднано в новий муніципалітет Северак-д'Аверон.

## Демографія
Динаміка населення (INSEE ):
Розподіл населення за віком та статтю (2006):
| Стать | Всього | До 15 років | 15-24 | 25-44 | 45-64 | 65-85 | Понад 85 |
| --- | ------ | ----------- | ----- | ----- | ----- | ----- | -------- |
| Чоловіки | 220    | 24          | 12    | 72    | 60    | 48    | 4        |
| Жінки | 236    | 28          | 28    | 64    | 56    | 48    | 12       |
| \| Статево-вікова піраміда \| Статево-вікова піраміда \| Статево-вікова піраміда \| \| ----------------------- \| ----------------------- \| ----------------------- \| \| Чоловіки \| Вік \| Жінки \| \| 4 \| 85 + \| 12 \| \| 20 \| 80-84 \| 20 \| \| 12 \| 75-79 \| 12 \| \| 8 \| 70-74 \| 4 \| \| 8 \| 65-69 \| 12 \| \| 8 \| 60-64 \| 8 \| \| 16 \| 55-59 \| 8 \| \| 16 \| 50-54 \| 36 \| \| 20 \| 45-49 \| 4 \| \| 28 \| 40-44 \| 16 \| \| 12 \| 35-39 \| 24 \| \| 24 \| 30-34 \| 20 \| \| 8 \| 25-29 \| 4 \| \| 12 \| 20-24 \| 8 \| \| 0 \| 15-20 \| 20 \| \| 8 \| 10-14 \| 12 \| \| 12 \| 5-9 \| 16 \| \| 4 \| 0-4 \| 0 \| |        |             |       |       |       |       |          |
| Статево-вікова піраміда |        |             |       |       |       |       |          |
| Чоловіки | Вік    | Жінки       |       |       |       |       |          |
| 4 | 85 +   | 12          |       |       |       |       |          |
| 20 | 80-84  | 20          |       |       |       |       |          |
| 12 | 75-79  | 12          |       |       |       |       |          |
| 8 | 70-74  | 4           |       |       |       |       |          |
| 8 | 65-69  | 12          |       |       |       |       |          |
| 8 | 60-64  | 8           |       |       |       |       |          |
| 16 | 55-59  | 8           |       |       |       |       |          |
| 16 | 50-54  | 36          |       |       |       |       |          |
| 20 | 45-49  | 4           |       |       |       |       |          |
| 28 | 40-44  | 16          |       |       |       |       |          |
| 12 | 35-39  | 24          |       |       |       |       |          |
| 24 | 30-34  | 20          |       |       |       |       |          |
| 8 | 25-29  | 4           |       |       |       |       |          |
| 12 | 20-24  | 8           |       |       |       |       |          |
| 0 | 15-20  | 20          |       |       |       |       |          |
| 8 | 10-14  | 12          |       |       |       |       |          |
| 12 | 5-9    | 16          |       |       |       |       |          |
| 4 | 0-4    | 0           |       |       |       |       |          |

## Економіка
2010 року серед 275 осіб працездатного віку (15—64 років) 196 були активними, 79 — неактивними (показник активності 71,3%, у 1999 році було 69,0%). З 196 активних мешканців працювали 183 особи (98 чоловіків та 85 жінок), безробітними було 13 (7 чоловіків та 6 жінок). Серед 79 неактивних 9 осіб було учнями чи студентами, 34 — пенсіонерами, 36 були неактивними з інших причин.

У 2010 році у муніципалітеті числилось 202 оподатковані домогосподарства, у яких проживали 458,0 особи, медіана доходів виносила 16 197 євро на одного особоспоживача.